# Николаевский район (Николаевская область)
Николаевский район (укр. Миколаївський район) — административная единица  на юге  Николаевской области Украины.
Административный центр — город Николаев.

## География
Площадь — 7689,9 км² (в старых границах до 2020 года — 1430 км²).
На севере граничит с — Вознесенским районом, на востоке с — Баштанским районом Николаевской области.
Основные реки — Южный Буг, Березань.

## Население
Численность населения района в укрупнённых границах — 636,3 тыс. человек.
Численность населения района в границах до 17 июля 2020 года по состоянию на 1 января 2020 года — 29 389 человек, из них городского населения — 3 650 человек (пгт Ольшанское), сельского — 25 739 человек.

## Административное устройство
Район в укрупнённых границах с 17 июля 2020 года делится на 19 территориальных общин (громад), в том числе 3 городские, 4 поселковые и 12 сельских общин (в скобках — их административные центры):
- Городские:
  - Николаевская городская община (город Николаев),
  - Новоодесская городская община (город Новая Одесса),
  - Очаковская городская община (город Очаков);
- Поселковые:
  - Березанская поселковая община (пгт Березанка),
  - Воскресенская поселковая община (пгт Воскресенское),
  - Ольшанская поселковая община (пгт Ольшанское),
  - Первомайская поселковая община (пгт Первомайское),
- Сельские:
  - Веснянская сельская община (село Весняное),
  - Галицыновская сельская община (село Галицыново),
  - Коблевская сельская община (село Коблево),
  - Константиновская сельская община (село Константиновка),
  - Куцурубская сельская община (село Куцуруб),
  - Мешково-Погореловская сельская община (село Мешково-Погорелово),
  - Нечаянская сельская община (село Нечаянное),
  - Радсадовская сельская община (село Радостный Сад),
  - Степовская сельская община (село Степовое),
  - Сухоеланецкая сельская община (село Сухой Еланец),
  - Черноморская сельская община (село Черноморка),
  - Шевченковская сельская община (село Шевченково).

Количество местных советов в границах до 17 июля 2020 года:
- поселковых — 1
- сельских — 17

### Населённые пункты
Количество населённых пунктов в границах до 17 июля 2020 года:
- посёлков городского типа — 1
- сёл — 41
- посёлков сельского типа — 10

Список населённых пунктов района находится внизу страницы
Ликвидированы:
- с. Королевское (укр. Королівське), ликв. в 1970-х годах
- с. Морозовка (укр. Морозівка), ликв. в 1980-х годах
- с. Новосёловка (укр. Новоселівка), Петровский сельский совет, ликв. в 1980-х годах
- с. Соколовка (укр. Соколівка), ликв. 29.12.1987 г.
- п. Шостаковское (укр. Шостаківське), ликв. в 1980-х годах

## История
Район образован 10 декабря 1938 года из 2 поселковых и 17 сельских советов, выделенных из пригородной зоны города Николаева.
17 июля 2020 года в результате административно-территориальной реформы район был укрупнён, в его состав вошли территории:
- Николаевского района,
- Березанского района,
- Витовского (Жовтневого) района,
- Новоодесского района,
- Очаковского района,
- а также городов областного значения Николаев и Очаков.